# Holetice (vojenský újezd Hradiště)
Holetice (německy Holeditz) jsou zaniklá vesnice ve vojenském újezdu Hradiště v okrese Karlovy Vary. Stála v Doupovských horách asi osm kilometrů severovýchodně od Bochova v nadmořské výšce okolo 690 metrů.

## Název
Název vesnice byl odvozen z osobního jména Holota nebo Holeta. V historických pramenech se objevuje ve tvarech: de Holoticz (1390), de Holeticz (1397), in Holecziczich (1484), Holotice (1523), Holoticz (1581), na Holoticzich (1594), na Holeticích (1603), Holeticze (1606, 1654 a 1787), Holetitz (1846) nebo Holetice a Holeditz (1854). Podle místopisného lexikonu z roku 1852 se vesnice nazývala také Očedělice a pocházel odtud husitský hejtman Ojíř z Očedělic. Antonín Profous však název Očedělice spojil s vesnicemi Horní a Dolní Záhoří.

## Historie
První písemná zmínka o Holeticích je z roku 1390, kdy vesnice patřila Václavu Chodovi z Holetic. O sedm let později byl majitelem Lithorius, syn Zvěsty z Holetic, jehož potomci ji drželi až do šestnáctého století. Roku 1540 v Holeticích sídlil Jan Zumr z Herstošic. Panským sídlem ve vsi byla tvrz připomínaná poprvé roku 1484, kdy zemřel tehdejší majitel Zvěst z Ejstebna. Zumrové vesnici roku 1606 prodali Adamu Štampachovi ze Štampachu (podle Rudolfa Anděla Asmanovi ze Štampachu). August Sedláček uvedl Asmana (Erasma) staršího ze Štampachu jako Adamova nástupce, který měl Holetice prodat majitelům Nepomyšli, a to za 12 700 kop míšeňských grošů. Ovšem podle jiné varianty dějin spojil Holetice s Nepomyšlí Kryštof Abraham Štampach, aby o ně za účast na stavovském povstání přišel. Tvrz mohla zaniknout ještě předtím, protože v konfiskačním protokolu z roku 1622 není uvedena. Konfiskační rozsudek však byl vynesen 13. června 1623, a ve stejném roce byla tvrz zmíněna jako příslušenství Nepomyšli, kterou koupil Heřman z Questenberka. Holetice potom k nepomyšlskému panství patřily až do roku 1850.
Po třicetileté válce ve vsi podle berní ruly z roku 1654 žilo šest sedláků, několik chalupníků a jeden poddaný bez pozemků. Celkem obyvatelům vsi patřilo šestnáct potahů, osmnáct krav, 26 jalovic, jedna ovce, šest prasat a šest koz. Domy byly ve špatném stavu a hlavními zdroji obživy byly pěstování žita a chov dobytka.
Vrchnost ve vsi měla poplužní dvůr, na kterém si odbývala většina poddaných své robotní povinnosti. Výjimkou byli sedláci vlastnící koně. Ti robotovali v Nepomyšli. Děti docházely do školy v Lukách. Tamní škola v Holeticích v letech 1875–1903 otevřela jednotřídní pobočku. Samostatnou školu měly Holetice až od roku 1904.
Hlavním zdrojem obživy zůstávalo zemědělství, kterému se zde díky úrodné půdě dařilo, i přes nepříznivé klima. K drobným přivýdělkům patřilo pletení košů. Ze služeb byly ve vsi jen dva hostince a trafika a řemeslo provozovali dva ševci, dva řezníci a kovář. Pozemky panského dvora byly při pozemkové reformě rozprodány obyvatelům vsi a Herbersteinové zde od té doby měli jen samotný dvůr a lesy.
Vzhledem k národnostnímu složení v roce 1938 odmítli muži z vesnice rozkaz k všeobecné mobilizaci, a před možnými důsledky se skrývali v lesích. Po druhé světové válce byla většina obyvatel vysídlena: počet obyvatel mezi lety 1945 a 1947 klesl z 218 na 29.
Holetice zanikly v roce 1953 v důsledku zřízení vojenského újezdu Hradiště. Na místě bývalé vsi se dochovaly zříceniny některých domů, které stávaly okolo čtvercové návsi, jejíž východní stranu zaujímal panský dvůr. U rybníka stojí torzo kaple.

## Přírodní poměry
Holetice stávaly v katastrálním území Radošov u Hradiště v okrese Karlovy Vary, asi 2,5 kilometru severně od Luk. Nacházely se se v nadmořské výšce okolo 690 metrů v údolí Albeřického potoka, který se vlévá do Lochotínského potoka a s ním do Velké Trasovky. Oblast leží v jižní části Doupovských hor, konkrétně v jejich okrsku Hradišťská hornatina. Půdní pokryv v okolí tvoří převážně kambizem eutotrofní.
V rámci Quittovy klasifikace podnebí Holetice stály v mírně teplé oblasti MT3, pro kterou jsou typické průměrné teploty −3 až −4 °C v lednu a 16–17 °C v červenci. Roční úhrn srážek dosahuje 600–750 milimetrů, počet letních dnů je 20–30, počet mrazových dnů se pohybuje od 130 do 160 a sněhová pokrývka zde leží 60–100 dnů v roce.

## Obyvatelstvo
Při sčítání lidu v roce 1921 zde žilo 288 obyvatel (z toho 137 mužů), z nichž byli dva Čechoslováci a 286 Němců. Všichni byli římskými katolíky. Podle sčítání lidu z roku 1930 měla vesnice 246 obyvatel: dva Čechoslováky a 244 Němců. Kromě jednoho evangelíka se hlásili k římskokatolické církvi.
|           | 1869 | 1880 | 1890 | 1900 | 1910 | 1921 | 1930 | 1950 |
| --------- | ---- | ---- | ---- | ---- | ---- | ---- | ---- | ---- |
| Obyvatelé | 235  | 260  | 243  | 241  | 269  | 288  | 246  | 40   |
| Domy      | 37   | 42   | 42   | 43   | 43   | 42   | 41   | 30   |

## Obecní správa
Při sčítáních lidu v letech 1869–1930 Holetice byly obcí v okrese Žlutice.